# N-(4-mercaptofenil)-acetamida
N-(4-mercaptofenil)-acetamida é o composto orgânico de fórmula C8H9NOS e massa molecular 167,2294. É classificado com o número CAS 1126-81-4.